# Medina (New York)
Medina est un village du comté d'Orléans aux États-Unis dans l'État de New York. Sa population était de 6 065 habitants au recensement de 2010, ce qui en fait la municipalité la plus peuplée du comté. Medina fait partie de l'aire métropolitaine de Rochester. Son code postal, 14103, englobe le village lui-même et les localités proches de Ridgeway et Shelby. Le United States Census Bureau estime en 2017 la population de cette aire à 17 234 habitants.
Ce village s'est développé après le percement du canal Érié qui marque une courbe à cet emplacement et forme un bassin et ainsi a permis de développer un foyer commercial et de marquer un arrêt pour passagers, tandis que des moulins sont mis en activité vers la Oak Orchard Creek. Les terres fertiles alentour sont favorables à la culture de vergers pour approvisionner New York. Le village s'est industrialisé dans la première moitié du XXe siècle.
Medina se trouve à une  heure de route de Rochester et Buffalo et à une demi-heure de deux petites villes, Batavia et Lockport.